# Kaoruko av Japan
Kaoruko av Japan, född 1029, död 1093, var en japansk kejsarinna, gift med sin kusin kejsar Go-Sanjō .
Hon var dotter till kejsar Go-Ichijō. Hon tjänade som prästinna i Saiin mellan 1032 och 1036. Efter att ha avslutat sin ämbetstid som prästinna fördes hon till sin mormors hushåll, där hon avslutade sin uppväxt. 
År 1051 gifte hon sig med sin kusin kronprinsen. Hon hade placerats i sin kusins hushåll för att föda barn, men förblev barnlös. Hennes make besteg tronen som kejsare år 1068. 
Efter sin makes död 1073 blev hon nunna. Hon tillbringade resten av sitt liv på Saiin, där han kallades "kejsarinnan av Saiin."